# Rianne Echten
Rianne Echten (Assen, 1990) is een voormalig Nederlands korfbalster. Zij speelde bij ASKO (AVO) en in de Korfbal League voor Nic. en TOP. Ze werd twee keer kampioen in de Korfbal League, won een keer de Europacup en was speelster van het Nederlands korfbalteam. Ze stopte met korfbal op topniveau in 2016, op 27-jarige leeftijd. In 2011 won zij de Sportstimuleringsprijs van de stad Groningen.

## Korfbalcarrière
Echten begon met korfbal toen ze 6 jaar was. Ze ging spelen bij ASKO in Assen. Ze doorliep hier haar opleiding en ze speelde in de jeugdteams en uiteindelijk ook in de selectie van ASKO 1. Toen ze 18 jaar was stapte ze in 2008 over naar Nic. uit Groningen die op het hoogste niveau korfbalde, namelijk de Korfbal League. In 2009, 2010, 2011 en 2012 eindigde Nic. in de middenmoot en deed niet meer om de landelijke prijzen. Echter in 2013 moest de club strijden tegen degradatie, omdat het 9e was geworden in de competitie. In de play-downs werd gewonnen van DOS'46 en zodoende handhaafde Nic. zich in de Korfbal League.
In 2013 stapte Echten over naar TOP in Sassenheim. Echten wilde meedoen om de prijzen en landskampioen worden. Ze kreeg gelijk, want in haar eerste seizoen won TOP de landstitel in de zaal. In 2015 wonnen ze ook de Europacup en de veldtitel. In 2016 werd TOP opnieuw landskampioen in de Korfbal League. Na 3 seizoenen bij TOP miste Echten het plezier in de sport. Ze moest veel reizen en kon niet goed aarden om in Leiden te wonen. Ze was ondertussen alweer terug verhuisd naar Assen en ze kon het niet meer opbrengen. In 2016, na het winnen van haar tweede zaaltitel besloot ze om te stoppen bij TOP en terug te gaan naar AVO in Assen.

## Statistieken
| Naam          | KL seizoenen | Wedstrijden | Goals | Gemiddeld |
| ------------- | ------------ | ----------- | ----- | --------- |
| Rianne Echten | 8            | 151         | 418   | 2,8       |

## Erelijst
- Korfbal League kampioen, 2x (2014, 2016)
- Europacup, 1x (2015)
- Ereklasse veldkorfbal kampioen, 1x (2015)

## Oranje
Echten speelde eerst voor Jong Oranje. In 2011 won ze met Jong Oranje goud op het EK en in 2012 goud op het WK. Tevens werd ze in 2011 ook toegevoegd aan het grote Oranje. Ze won in dienst van Team NL goud op het WK van 2011, de World Games van 2013 en het EK van 2014. Ze stopte in 2014 bij Oranje, na het winnen van het EK. In totaal speelde ze 8 interlands, alle in de zaal.